# Sematoptis
Sematoptis là một chi bướm đêm thuộc họ Cosmopterigidae.